# کربازید

ساختار شیمیایی دی‌فنیل‌کربازید که یک نمونه از کربازیدها است.

کربازید(به انگلیسی: Carbazide) گروه عاملی در شیمی آلی است که طی یک واکنش تراکمی بین کربنیک اسید و مشتقات هیدرازین به وجود می‌آید.